# Dynastie séleucide
Sauf précision contraire, les dates de cet article sont sous-entendues « avant l'ère commune », c'est-à-dire « avant Jésus-Christ ».
La dynastie séleucide est une dynastie hellénistique qui a régné sur une partie de l'Asie (Babylonie, Mésopotamie, Anatolie et Syrie), de la prise du titre royal par le Diadoque Séleucos en 305 av. J.-C. à la mort de son dernier représentant, Philippe II, en 64 av. J.-C. Son histoire, en particulier durant son dernier siècle d'existence, est marquée par plusieurs usurpations et des périodes durant lesquelles la royauté est disputée entre plusieurs prétendants.

## Liste des rois
| Portrait             | Nom                 | Épithètes                                                   | Dates de règne    | Remarques |
| -------------------- | ------------------- | ----------------------------------------------------------- | ----------------- | --- |
| Séleucos Ier         | Séleucos Ier        | Nicator (le Victorieux)                                     | 305-281 av. J.-C. | Diadoque, satrape de Babylonie, puis roi. |
| Antiochos Ier        | Antiochos Ier       | Sôter (le Sauveur)                                          | 281-261 av. J.-C. | Fils de Séleucos Ier et d'Apama. |
| Antiochos II         | Antiochos II        | Théos (le Divin)                                            | 261-246 av. J.-C. | Fils d'Antiochos Ier et de Stratonice Ire. |
| Séleucos II          | Séleucos II         | Kallinicos (le Grand vainqueur)                             | 246-226 av. J.-C. | Fils d'Antiochos II et de Laodicé Ire. |
| Séleucos III         | Séleucos III        | Sôter (le Sauveur)                                          | 226-223 av. J.-C. | Fils de Séleucos II et de Laodicé II. |
| Antiochos III        | Antiochos III       | Mégas (le Grand)                                            | 223-187 av. J.-C. | Fils de Séleucos II et de Laodicé II. Entreprend une anabase en Asie ; vaincu par les Romains.                                                                          |
| Séleucos IV          | Séleucos IV         | Philopator (Qui aime son père)                              | 187-175 av. J.-C. | Fils d'Antiochos III et de Laodicé III. Assassiné par son ministre Héliodore.                                                                                           |
| Antiochos IV         | Antiochos IV        | Épiphane (manifestation divine)                             | 175-164 av. J.-C. | Fils d'Antiochos III et de Laodicé III. Subit la révolte des Maccabées.                                                                                                 |
|                      | Antiochos V         | Eupator (Né d'un père illustre)                             | 164-162 av. J.-C. | Fils d'Antiochos IV et de Laodicé IV. Exécuté par son cousin Démétrios.                                                                                                 |
| Démétrios Ier        | Démétrios Ier       | Sôter (le Sauveur)                                          | 162-150 av. J.-C. | Fils de Séleucos IV et de Laodicé IV. Vaincu et tué par l'usurpateur Balas.                                                                                             |
| Alexandre Ier Balas  | Alexandre Ier Balas | —                                                           | 150-145 av. J.-C. | Prétendu fils d'Antiochos IV, il prend le nom d'Alexandre en montant sur le trône. Vaincu par Démétrios II et le Lagide Ptolémée VI.                                    |
| Démétrios II         | Démétrios II        | Nicator (le Victorieux)                                     | 145-139 av. J.-C. | Fils de Démétrios Ier et probablement de Laodicé V. Vaincu et fait prisonnier par le roi parthe Mithridate Ier.                                                         |
| Antiochos VI         | Antiochos VI        | Dionysos                                                    | 145-142 av. J.-C. | Fils d'Alexandre Ier Balas, il est placé sur le trône par le stratège Diodote, qui finit par l'éliminer pour régner seul.                                               |
| Diodote Tryphon      | Diodote             | Tryphon (le Magnifique)                                     | 142-138 av. J.-C. | Stratège, il place Antiochos VI sur le trône avant de l'éliminer pour régner seul. Tué par Antiochos VII.                                                               |
| Antiochos VII        | Antiochos VII       | Évergète (le Bienfaiteur), dit Sidêtês (de Sidé)            | 138-129 av. J.-C. | Fils de Démétrios Ier et probablement de Laodicé V. Vaincu et tué par le roi parthe Phraatès II.                                                                        |
| Démétrios II         | Démétrios II        | Nicator (le Victorieux)                                     | 129-126 av. J.-C. | Libéré à la demande de son frère Antiochos VII, il reprend le trône à sa mort. Vaincu par l'usurpateur Zabinas, soutenu par le Lagide Ptolémée VIII.                    |
| Alexandre II Zabinas | Alexandre II        | Zabinas (l'Acheté ou le Vendu)                              | 126-122 av. J.-C. | Prétendu fils d'Alexandre Ier Balas, soutenu par le Lagide Ptolémée VIII. Tué par Antiochos VIII.                                                                       |
|                      | Séleucos V          | Nicator (le Vainqueur)                                      | 125-124 av. J.-C. | Fils de Démétrios II et de Cléopâtre Théa. Assassiné à l'instigation de sa mère.                                                                                        |
| Antiochos VIII       | Antiochos VIII      | Philométor (Qui aime sa mère)                               | 125-96 av. J.-C.  | Fils de Démétrios II et de Cléopâtre Théa. Tué lors d'une émeute à Antioche.                                                                                            |
| Antiochos IX         | Antiochos IX        | Philopator (Qui aime son père), dit Cyzicène (de Cyzique)   | 114-95 av. J.-C.  | Fils d'Antiochos VII et de Cléopâtre Théa, il dispute le trône à son demi-frère Antiochos VIII. Vaincu et tué par son neveu Séleucos VI.                                |
| Séleucos VI          | Séleucos VI         | Épiphane (Manifestation divine)                             | 96-93 av. J.-C.   | Fils d'Antiochos VIII et de Cléopâtre Tryphaena. Roi de Syrie du Nord. Tué lors d'une émeute à Mopsueste.                                                               |
| Démétrios III        | Démétrios III       | Eukairos (l'Heureux)                                        | 95-88 av. J.-C.   | Fils d'Antiochos VIII et de Cléopâtre Tryphaena. Roi de Syrie du Sud. Mort en 87 av. J.-C. dans les geôles de Mithridate II après sa défaite contre les Parthes.        |
| Antiochos X          | Antiochos X         | Philopator (Qui aime son père), dit Eusèbe (le Pieux)       | 94-92 av. J.-C.   | Fils d'Antiochos IX et peut-être de Cléopâtre IV. Roi de Syrie du Nord.                                                                                                 |
| Antiochos XI         | Antiochos XI        | Philadelphe (Qui aime son frère)                            | 93-90 av. J.-C.   | Fils d'Antiochos VIII et de Cléopâtre Tryphaena. Roi de Syrie du Nord.                                                                                                  |
| Philippe Ier         | Philippe Ier        | Philadelphe (Qui aime son frère)                            | 93-83 av. J.-C.   | Fils d'Antiochos VIII et de Cléopâtre Tryphaena. Roi de Syrie du Nord.                                                                                                  |
| Antiochos XII        | Antiochos XII       | Dionysos                                                    | 87-84 av. J.-C.   | Fils d'Antiochos VIII et de Cléopâtre Tryphaena. Roi de Syrie du Sud. Tué lors d'une expédition contre le roi nabatéen Arétas III.                                      |
|                      | Séleucos VII        | Philométor (qui aime sa mère)                               | 83-69 av. J.-C.   | Fils d'Antiochos X et de Cléopâtre V Séléné. Roi de Syrie du Nord (c'est en réalité Tigrane d'Arménie qui gouverne la majeure partie de la Syrie durant cette période). |
| Antiochos XIII       | Antiochos XIII      | Philopator (Qui aime son père), dit Asiaticos (l'Asiatique) | 69-64 av. J.-C.   | Fils d'Antiochos X et de Cléopâtre V Séléné. Roi de Syrie du Nord. Placé sur le trône par Lucullus, déposé par Pompée.                                                  |
|                      | Philippe II         | Philoromaios (l'Ami des Romains)                            | 65-64 av. J.-C.   | Fils de Philippe Ier Philadelphe et d'une reine inconnue. Roi de Syrie du Sud. Déposé par Pompée.                                                                       |